# Ackertklippe

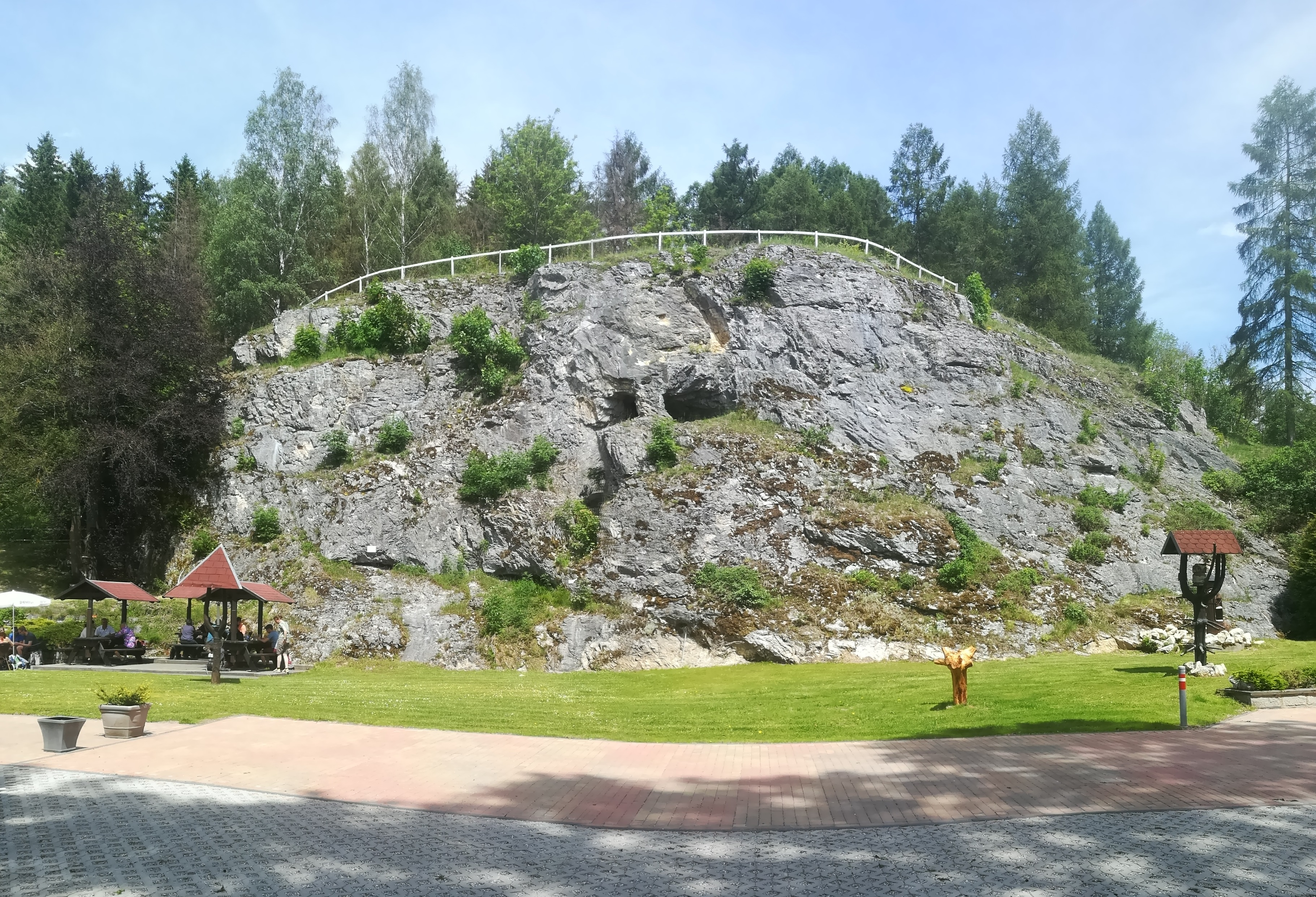
Blick auf die Ackertklippe

Ackertklippe ist eine Felsformation in Königshütte im Landkreis Harz. Sie besteht aus Kalkstein. Nach dieser Klippe ist auch eine Straße im Ort benannt.
Die Klippe kann über einen Wanderweg bestiegen werden. Auf ihr wurde bereits am Beginn des 20. Jahrhunderts eine Schutzhütte errichtet. Von der Klippe bietet sich ein umfassender Blick auf den Ort, die Bode und die umliegenden Harzberge bis hin zum Wurmberg und zum Brocken. Die Felsformation Ackertklippe ist auch Namensgeber für die Gaststätte mit Pension „Am Felsen“, die sich unterhalb der Klippe an der Bode befindet.